# Lorfe
Die Lorfe, auch Lorfebach genannt, ist ein etwa 9,9 km langer, südsüdöstlicher und orographisch rechter Zufluss der Eder im Landkreis Waldeck-Frankenberg in Nordhessen. Zusammen mit ihrem linken Quellbach, der Großen Lorfe, ist sie zirka 11,8 km und mit ihrem rechten Quellbach, der Kleinen Lorfe, rund 11,2 km lang.

## Name
Erstmals schriftlich erwähnt wurde der Bach 1541 als die Lorff. Der Name beinhaltet wohl das Suffix -apa als Grundwort. Das Bestimmungswort ist unklar. Es könnte vom germanischen oder keltischen *Lara mit der Bedeutung „die Tönende“ abstammen oder vom westgermanischen *lāra für „(bebuschte) Wiese, Weideland“.

## Verlauf
Die Lorfe entsteht in den Westausläufern des Kellerwaldes am Südostrand der Kernstadt von Frankenau aus der Vereinigung von Großer und Kleiner Lorfe. Ihr Ursprung liegt nahe einem Fußballplatz an der Landesstraße 3085 (Wildunger Straße) auf etwa 428 m ü. NHN. Während drei Abschnitte der Westgrenzen des Nationalparks Kellerwald-Edersee bis auf die Ostflanken seines Tals heranreichen, fließt der Bach im Naturpark Kellerwald-Edersee:
Anfangs verläuft die Lorfe in der Frankenauer Flur, einem Teil des Naturraums Niederkellerwald, in nordöstlicher Richtung durch die Frankenauer Kernstadt. Hiernach fließt sie in den Lotheimer Tälern, die Teil desselben Naturraums sind, in engem und von Wald gesäumten Tal, den Bach vom Harzberg aufnehmend und etwas westlich entlang der L 3085 verlaufend, zum und durch den Frankenauer Ortsteil Altenlotheim. Dann verläuft das Fließgewässer nordnordwestwärts in etwas breiterem Tal weiterhin westlich entlang der L 3085 nach und durch Schmittlotheim, einem Ortsteil von Vöhl. 
Anschließend mündet die Lorfe, kurz nach Unterqueren der dort die Grenze des Naturparks Kellerwald-Edersee bildenden Bundesstraße 252, auf 248,5 m Höhe in den etwa von Südwesten kommenden Fulda-Zufluss Eder; ihrer Mündung nördlich gegenüber, und damit jenseits der Eder, liegt der über eine nahe der Lorfemündung gelegene Ederbrücke erreichbare, ehemalige Bahnhof Schmittlotheim an der Unteren Edertalbahn.

## Einzugsgebiet und Zuflüsse
Das Einzugsgebiet der Lorfe ist 24,281 km² groß. Zu ihren Zuflüssen gehören mit orographischer Zuordnung (l = linksseitig, r = rechtsseitig), Gewässerlänge, Mündungsort mit Lorfebachkilometer und Einzugsgebietsgröße (flussabwärts betrachtet):
- Große Lorfe (l; Quellbach; 1,9 km), am Südostrand Frankenaus (nahe km 9,9)
- Kleine Lorfe (r; Quellbach; 1,3 km), am Südostrand Frankenaus (nahe km 9,9)
- Rennbach (r., 2,7 km), unterhalb Frankenaus (bei km 7,1)
- Bach vom Harzberg (r; 2,75 km), zwischen Frankenau und Altenlotheim (bei km 5,4), 3,704 km²
- Hasenbach (r., 2,1 km), in Altenlotheim (bei km 3,9)
- Elsbach (r; 2,3 km), in Schmittlotheim (bei km 0,95), 2,105 km²